# Katarina Kolar
Katarina Kolar és una davantera de futbol que actualment juga al BV Cloppenburg de la 2. Bundesliga alemanya.
És internacional per Croàcia i ha jugat a les primeres divisions de Croàcia, Àustria i Polonia i a la segona divisió d'Alemanya. També ha jugat la Lliga de Campions amb el ZNK Osijek.
| Temporades    | Club            |
| ------------- | --------------- |
| 05/06 - 08/09 | ZNK Osijek      |
| 09/10         | Austria Kärnten |
| 10/11         | Plamen Krizevci |
| 11/12 - 12/13 | Dinamo Maksimir |
| 13/14         | Zaglebie Lubin  |
| 14/15 - act.  | BV Cloppenburg  |